# Adi Mehremić
Adi Mehremić (Sarajevo, Bosnia, 2 de abril de 1992) es un futbolista bosnio. Juega de defensor y su equipo es el Stal Stalowa Wola de la I Liga de Polonia.

## Clubes
| Club                       | País                 | Año       |
| -------------------------- | -------------------- | --------- |
| F. K. Velež Mostar         | Bosnia y Herzegovina | 2011-2013 |
| F. K. Olimpik Sarajevo     | Bosnia y Herzegovina | 2013      |
| M. F. K. Ružomberok        | Eslovaquia           | 2013-2014 |
| F. K. Spartaks Jūrmala     | Letonia              | 2014      |
| M. F. K. Frýdek-Místek     | República Checa      | 2015      |
| F. K. Senica               | Eslovaquia           | 2016      |
| Spartak Myjava             | Eslovaquia           | 2016-2017 |
| SKN St. Pölten             | Austria              | 2017-2018 |
| F. K. Željezničar          | Bosnia y Herzegovina | 2018      |
| F. K. Karpaty Lviv         | Ucrania              | 2018-2019 |
| C. D. Aves                 | Portugal             | 2019-2020 |
| Wisła Cracovia             | Polonia              | 2020-2022 |
| Maccabi Petah-Tikvah F. C. | Israel               | 2022      |
| Istanbulspor               | Turquía              | 2022-2023 |
| Səbail F. K.               | Azerbaiyán           | 2023-2024 |
| F. K. Velež Mostar         | Bosnia y Herzegovina | 2024-2025 |
| Stal Stalowa Wola          | Polonia              | 2025-     |

## Palmarés

### Títulos nacionales
| Título                       | Club              | País                 | Año  |
| ---------------------------- | ----------------- | -------------------- | ---- |
| Copa de Bosnia y Herzegovina | F. K. Željezničar | Bosnia y Herzegovina | 2018 |